# 中国驻刚果民主共和国大使列表
本列表为中華民國和中華人民共和國驻刚果民主共和国历任大使名录。

## 历任中国驻刚果民主共和国大使

### 中华民国驻刚果（金）、扎伊尔大使（1960年－1973年）
1960年8月10日，中华民国与刚果共和国（利奥波德维尔）建交，开始派遣驻刚果共和国大使。1964年8月，更名为刚果民主共和国。1971年10月27日，再改名扎伊尔共和国。1973年1月30日，两国断交。
| 姓名   | 任命          | 到任          | 递交国书       | 免职          | 离任          | 外交衔级 | 外交职务     | 备注 | 备注 |
| ------ | ------------- | ------------- | -------------- | ------------- | ------------- | -------- | ------------ | ---- | ---- |
| 沈觐鼎 | 1961年1月9日  | 1960年9月24日 | 1960年12月13日 | 1964年1月20日 | 1964年2月24日 | 大使     | 特命全权大使 |      |      |
| 蔡元   | 1964年1月20日 | 1964年3月20日 | 1964年4月16日  | 1967年6月5日  | 1967年4月12日 | 大使     | 特命全权大使 |      |      |
| 丁懋时 | 1967年8月4日  | 1967年8月19日 | 1967年9月7日   |               | 1972年12月6日 | 大使     | 特命全权大使 |      |      |

### 中华人民共和国驻刚果（斯）大使（1961年）
1961年2月19日，中华人民共和国承认斯坦利维尔（今基桑加尼）的安托万·基赞加政府为刚果共和国唯一合法政府，次日（20日）与刚果共和国（斯坦利维尔）建交。同年9月18日，因基赞加选择加入西里尔·阿杜拉政府，而阿杜拉政府与中华民国有外交关系，中华人民共和国政府宣布暂时中止两国外交关系。
| 姓名 | 任命           | 任命   | 到任          | 递交国书     | 免职           | 免职   | 离任          | 外交衔级 | 外交职务 | 备注 |
| 姓名 | 全国人大常委会 | 主席   | 到任          | 递交国书     | 全国人大常委会 | 主席   | 离任          | 外交衔级 | 外交职务 | 备注 |
| ---- | -------------- | ------ | ------------- | ------------ | -------------- | ------ | ------------- | -------- | -------- | ---- |
| 张彤 | 不適用         | 不適用 | 1961年7月31日 | 1961年8月1日 | 不適用         | 不適用 | 1961年9月16日 | 参赞     | 临时代办 |      |

### 中华人民共和国驻扎伊尔、刚果（金）大使（1973年至今）
1972年11月24日，扎伊尔与中华人民共和国关系正常化。1997年5月17日，扎伊尔共和国复名为刚果民主共和国。
| 姓名   | 任命           | 任命           | 到任           | 递交国书       | 免职           | 免职           | 离任          | 外交衔级 | 外交职务     | 备注 |
| 姓名   | 全国人大常委会 | 主席           | 到任           | 递交国书       | 全国人大常委会 | 主席           | 离任          | 外交衔级 | 外交职务     | 备注 |
| ------ | -------------- | -------------- | -------------- | -------------- | -------------- | -------------- | ------------- | -------- | ------------ | ---- |
| 宫达非 | 不適用         | 不適用         | 1973年1月26日  | 1973年1月29日  | 1978年5月24日  | 不適用         | 1978年7月16日 | 大使     | 特命全权大使 |      |
| 周伯萍 | 1978年5月24日  | 不適用         | 1978年9月2日   | 1978年9月5日   | 1982年3月8日   | 不適用         | 1981年10月    | 大使     | 特命全权大使 |      |
| 李善一 | 1982年3月8日   | 不適用         | 1982年3月      | 1982年3月23日  | 1984年11月14日 | 1985年5月7日   | 1985年3月     | 大使     | 特命全权大使 |      |
| 安国政 | 1984年11月14日 | 1985年5月7日   | 1985年4月      | 1985年5月4日   | 1989年10月31日 | 1990年2月8日   | 1990年1月     | 大使     | 特命全权大使 |      |
| 李培宜 | 1989年10月31日 | 1990年2月8日   | 1990年4月      | 1990年4月27日  | 1993年9月2日   | 1993年12月1日  | 1993年11月    | 大使     | 特命全权大使 |      |
| 周贤觉 | 1993年9月2日   | 1993年12月1日  | 1993年12月     | 1994年1月18日  | 1996年8月29日  | 1996年12月18日 | 1996年11月    | 大使     | 特命全权大使 |      |
| 黄舍骄 | 1996年8月29日  | 1996年12月18日 | 1996年12月     | 1996年12月30日 | 1998年4月29日  | 1998年8月4日   | 1997年12月    | 大使     | 特命全权大使 |      |
| 孙昆山 | 1998年4月29日  | 1998年8月4日   | 1998年6月      | 1998年10月3日  | 2000年7月8日   | 2001年3月30日  | 2001年2月     | 大使     | 特命全权大使 |      |
| 崔永   | 2000年7月8日   | 2001年3月30日  | 2001年3月26日  | 2001年3月28日  | 2004年8月28日  | 2005年3月29日  | 2005年3月     | 大使     | 特命全权大使 |      |
| 范振水 | 2004年8月28日  | 2005年3月29日  | 2005年3月29日  | 2005年5月25日  | 2006年6月29日  | 2007年3月30日  | 2007年2月     | 大使     | 特命全权大使 |      |
| 吴泽献 | 2006年6月29日  | 2007年3月30日  | 2007年3月31日  | 2007年4月12日  | 2010年6月25日  | 2010年12月21日 | 2010年11月    | 大使     | 特命全权大使 |      |
| 王英武 | 2010年8月28日  | 2010年12月21日 | 2010年12月9日  | 2011年1月10日  | 2014年8月31日  | 2014年12月18日 | 2014年10月    | 大使     | 特命全权大使 |      |
| 王同庆 | 2014年8月31日  | 2014年12月18日 | 2014年12月9日  | 2015年1月14日  | 2019年6月29日  | 2019年12月3日  | 2019年7月     | 大使     | 特命全权大使 |      |
| 朱京   | 2019年6月29日  | 2019年12月3日  | 2019年11月30日 | 2020年1月14日  |                | 2023年6月13日  | 2023年2月     | 大使     | 特命全权大使 |      |
| 赵斌   |                | 2023年6月13日  | 2023年6月1日   | 2023年6月8日   | 现任           |                |               | 大使     | 特命全权大使 |      |